# Claude Turmes

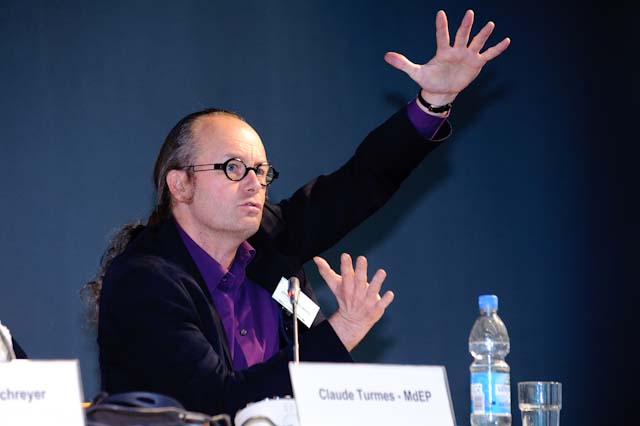
Claude Turmes (2010)

Claude Turmes (Diekirch, 26 de novembre de 1960) és un polític luxemburguès Membre del Parlament europeu pel Partit Verd de Luxemburg, que forma part dels Verds europeus.
El 2008 va participar en la redacció de la directiva sobre energies renovables.